# Arbizon
L'Arbizon (2 831 m) est le point culminant du massif de l'Arbizon dans les Hautes-Pyrénées. Il est situé à l'est du massif du Néouvielle, entre la vallée d'Aure à l'est, et la vallée de Campan au nord.
L'Adour de Payolle prend naissance sur son versant nord.

## Géographie

### Topographie

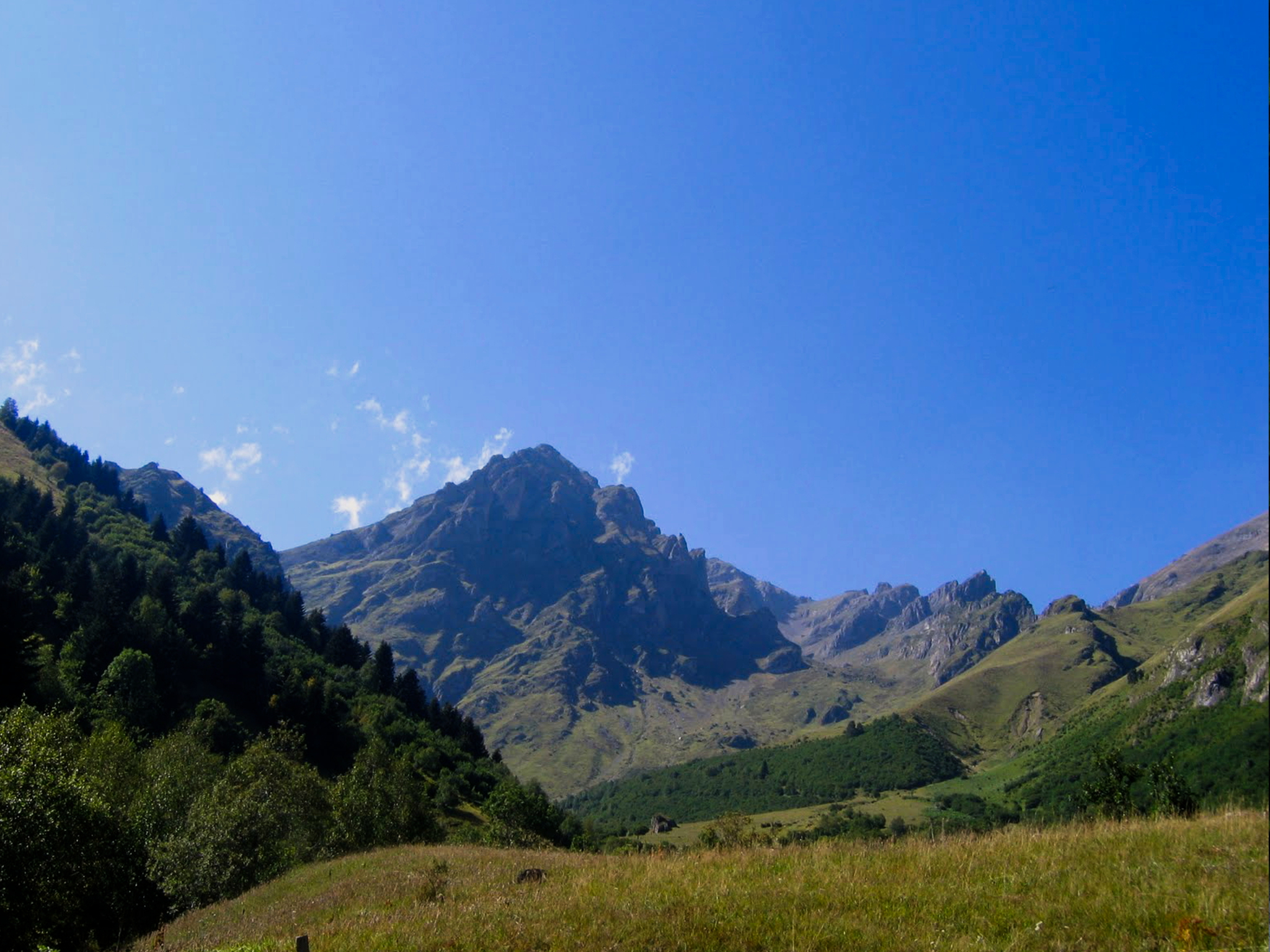
Mailh d'Aulon vu des granges de Lurgues.

Il est entouré du Petit Arbizon (2 717 m) à l'est, du pic de Monfaucon (2 712 m) au nord-ouest, du pic d'Aulon (2 738 m) à l'ouest, et du pic de Bastan d'Aulon (2 721 m) au sud-ouest.
| Pic de Monfaucon               | Lac d'Arou     | Hourquette d'Ancizan |
| Pic Mail Pic de Bastan d'Aulon | Arbizon        | Petit Arbizon        |
| Pic d'Aulon                    | Vallée d'Aulon | Vallée d'Aulon       |

### Géologie
D'un point de vue géologique, le pic de l'Arbizon se situe au contact entre le massif granitique du Néouvielle (pluton) et les différents schistes et marnes du Carbonifère. Ainsi, il est situé dans l'auréole de métamorphisme provoquée par la remontée du magma au sein de la lithosphère continentale, lors des différents mouvements d'orogenèse que la région a connus. Sa richesse géologique est connue du plus grand nombre : on peut y trouver des minéraux particuliers, résultant de la recristallisation partielle de l'encaissant schisteux, comme des grenats, de l'axinite, de la vésuvianite, etc.

## Voies d'accès
La voie normale menant au sommet de l'Arbizon emprunte le versant sud, soit la vallée d'Aulon. Le point de départ se trouve aux granges de Lurgues, proches du village d'Aulon, à environ 1 400 m d'altitude.
Une autre voie d'accès existe : elle emprunte la vallée du Lac d'Arou et passe au sein du cirque Arbizon-Montfaucon pour monter sur la crête par la brèche d'Aurey.

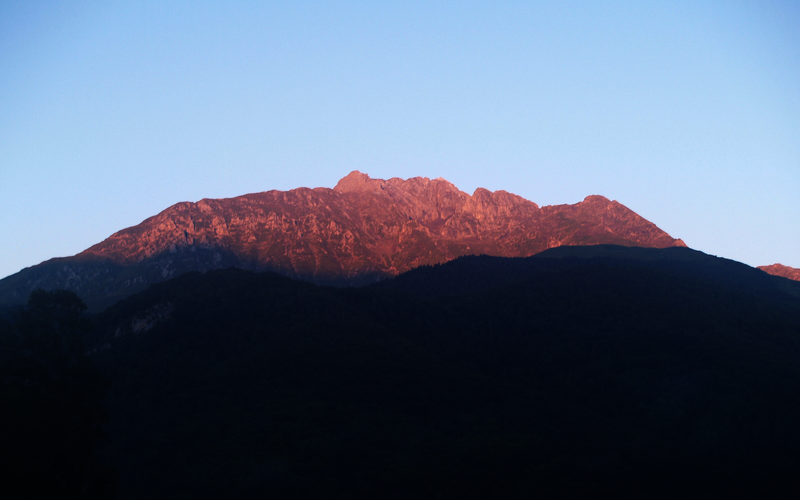
L'Arbizon au lever du jour
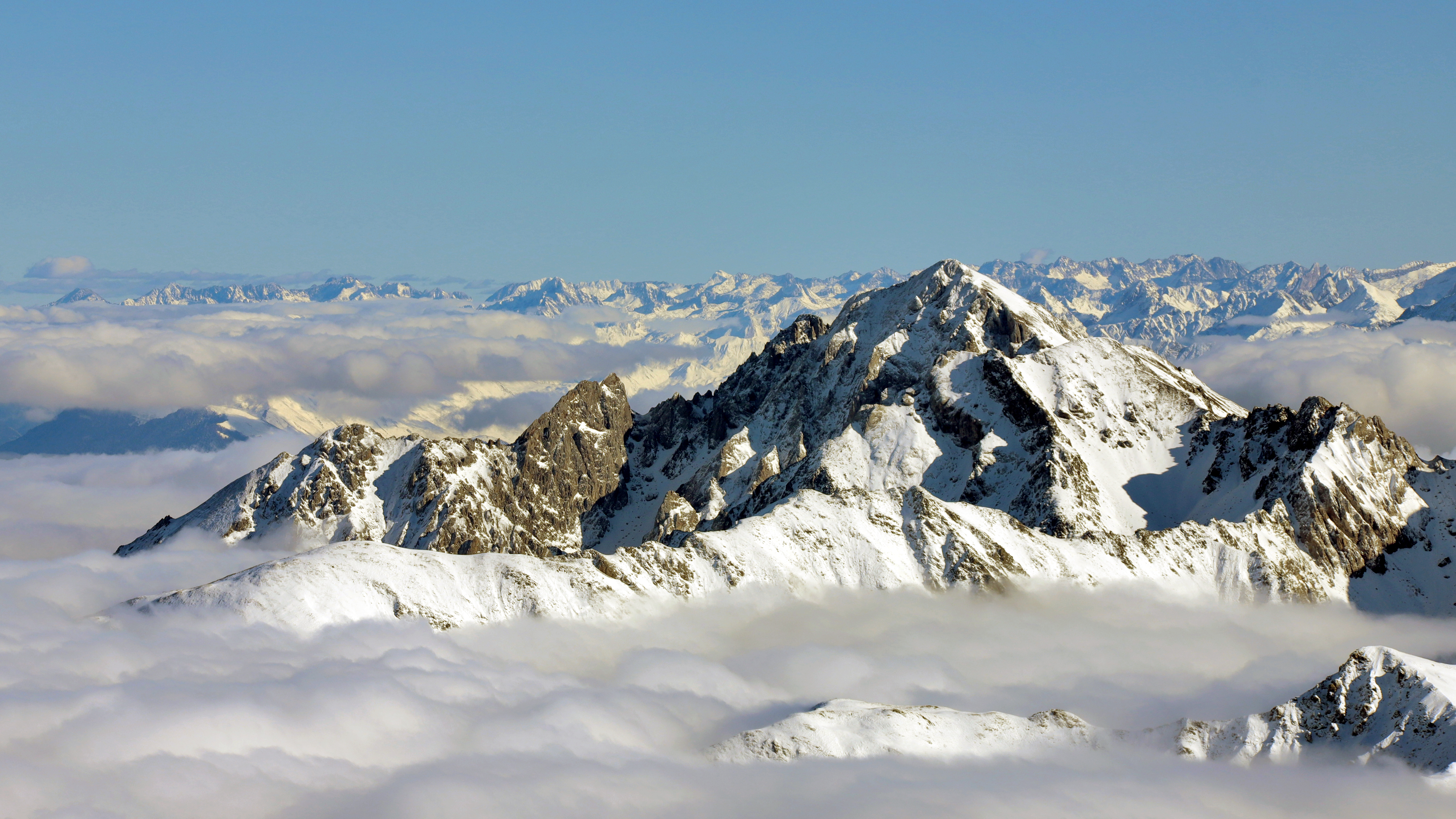
L'Arbizon en hiver